# 270 (număr)
270 (două sute șaptezeci) este numărul natural care urmează după 269 și precede pe 271 într-un șir crescător de numere naturale.

## În matematică
270:
- Este un număr par.[1][2]
- Este un număr compus.[3]
- Este un număr abundent.[4][5]
- Este un număr Ore (număr cu divizor armonic).[6][7]
- Este un număr harshad,[8][9]
- Este un număr practic.[10][11]
- Este un număr rotund.[12][13]
- Este un număr slab totient.[14][15]
- Este un număr palindromic[16] în bazele 17 (FF17), 26 (AA26), 29 (9929), 44 (6644), 53 (5553), 89 (3389), 134 (22134), și 269 (11269).
- Este al patrulea număr divizibil cu media aritmetică a divizorilor săi (30).[17]
- Este suma primelor 29 de numere întregi coprime.
- Este cel mai mic număr al cărui divizori se termină cu toate cifrele 0, 1, 2, …, 9.
- Este cea mai mică sumă a unei mulțimi de numere pare care conțin fiecare cifră cel puțin o dată.
- Există 270 de permutări pătratice între 6 elemente.[18]
- 10! are 270 de divizori.

## În știință

### În astronomie
- Obiectul NGC 270 din New General Catalogue este o galaxie lenticulară cu o magnitudine 13 în constelația Balena.
- 270 Anahita este un asteroid din centura principală.
- 270P/Gehrels este o cometă periodică din sistemul nostru solar.

## În alte domenii
270 se poate referi la:
- Numărul mediu al zilelor de graviditate.